# Microterys jorhatensis
Microterys jorhatensis is een vliesvleugelig insect uit de familie Encyrtidae. De wetenschappelijke naam is voor het eerst geldig gepubliceerd in 2002 door Singh & Hayat.